# شهرستان الغاط
شهر الغاط (به عربی: محافظة الغاط) یک منطقهٔ مسکونی در عربستان سعودی است که در استان ریاض واقع شده‌است.

## خصوصیات
شهر الغاط ۶٬۹۶۰ نفر جمعیت دارد.